# Ixodes ricinus

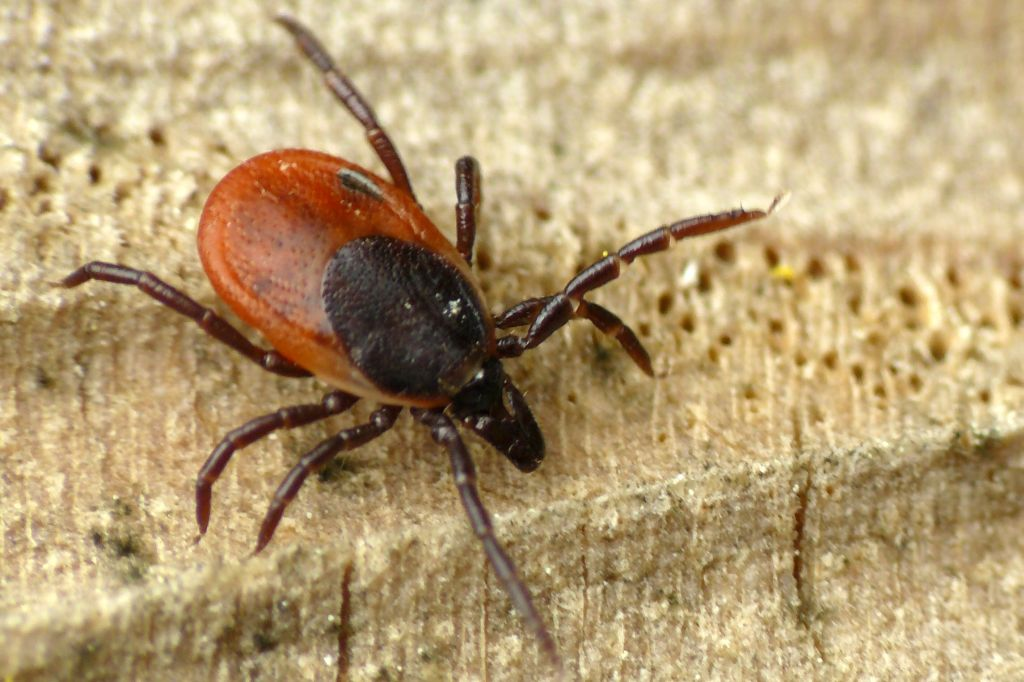
Macho do carrapato-comum (I. ricinus).

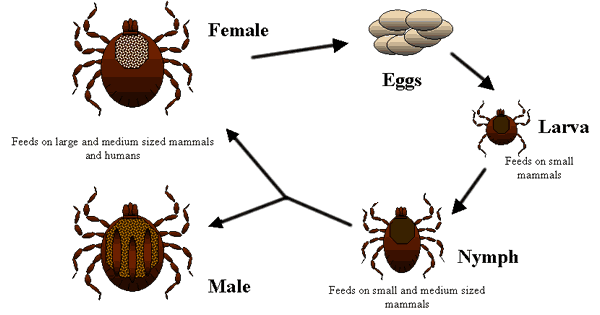
Ciclo de vida do I. ricinus.

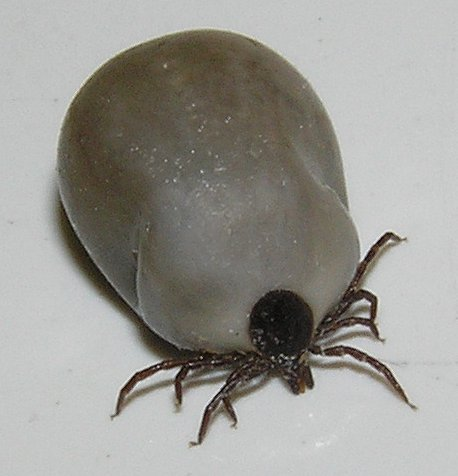
Carrapato após ingerir sangue.

Ixodes ricinus (Linnaeus, 1758) é uma espécie de carrapato da família Ixodidae, de corpo endurecido. Tem distribuição natural centrada na Europa. Sendo hematófaga (alimenta-se exclusivamente de sangue), parasita mamíferos cuja pele perfura com as suas peças bucais. A espécie serve de vector para vários microorganismos patogénicos, entre os quais os que causam a anaplasmose granulocítica, a meningoencefalite do carrapato (ou TBE) e a doença de Lyme.

## Descrição
Os machos medem cerca de 2,5 mm de comprimento corporal, enquanto as fêmeas alcançam entre 3 e 4 mm, mas quando totalmente distendidos após se alimentarem podem chegar aos 10 mm de comprimento. Os machos apresentam o corpo recoberto por uma caparaça maciça, a qual nas fêmeas só se encontra na parte anterior do corpo, o que lhes garante grande flexibilidade na zona posterior do abdómen.
Os animais desta espécie são desprovidos de olhos, tendo como principal sistema sensorial o órgão de Haller, um conjunto de quimiorreceptores e termorreceptores localizado numa pequena cavidade na extremidade posterior (tarso) das primeiras pernas (patas dianteiras). Este órgão, característico dos Ixodidae, é essencial na detecção do hospedeiro.